# ジョン・レッキー
ジョン・レッキー（John Leckie）は、イギリス出身の音楽プロデューサー。相当数のミュージシャンの作品を手掛けているが、ストーン・ローゼズを世に送り出した中心人物として特に有名。
アビー・ロード・スタジオにおいてビートルズ（特にジョージ・ハリスン作品）やピンク・フロイドといった大御所ミュージシャンのレコーディングアシスタントとしてキャリアを積み重ねた。70年代後半、ビー・バップ・デラックスのプロデュースをビル・ネルソンと共に手がけたことから始まり、80年代に入ってからはXTCやパブリック・イメージ・リミテッド、ザ・フォールなどのポストパンク/ニュー・ウェイヴ系アーティストのエンジニアとして活躍し始める。ストーン・ローゼズの1stアルバムをプロデュースしたことで一躍有名プロデューサーとなり、その後はスウェード、レディオヘッド、クーラ・シェイカー、ザ・ヴァーヴ、ミューズといったUKビッグバンドのアルバムをいくつも手掛けている。
1995年のMusic Week awardにおけるBest Producer賞など、多数の賞を受賞。プロデュースしているのは大半が本国のバンドである。大別して、80年代にはアンダーグラウンド系の作品が多く、90年代以降はメジャーシーンの作品を多く手がけている。
これまで何枚も良作を送り出してきた彼のプロデュース作品への信頼は根強く、彼のプロデュースというだけで「世界的な売り上げが10万枚は変わる」（MM誌）とも言われる。現在はもっぱらそのコマーシャル性を強みにしての新人発掘に精をあげている。

## プロデュースを手掛けた主なアーティスト
- ビー・バップ・デラックス
- ストーン・ローゼズ
- レディオヘッド
- ミューズ
- ザ・ヴァーヴ
- クーラ・シェイカー
- スウェード
- XTC
- パブリック・イメージ・リミテッド
- ニュー・オーダー
- ライド
- キャスト
- ザ・フォール
- マイ・モーニング・ジャケット
- ザ・トルバドールズ

他多数